# مزرعه پرستو
مزرعه پرستو یک منطقهٔ مسکونی در ایران است که در دهستان حومه (مانه و سملقان) واقع شده‌است.